# Саттаров, Эльдар Тханевич
Эльдар Тханевич Саттаров (род. 26 апреля 1973, Алма-Ата) — казахстанский писатель, журналист, переводчик. Родился и вырос в Алма-Ате. По происхождению наполовину вьетнамец, наполовину татарин.

## Биография
В молодости пел в панк-группах, работал статистом на «Казахфильме», в сельском хозяйстве (виноградарство, оливководство), фабричным рабочим, затем журналистом, редактором, колумнистом. С начала 2000-х издавал собственный журнал «Инвариант», выгодно отличавшийся уровнем интеллектуальной дискуссии. В настоящее время работает переводчиком. Несколько издательств Москвы опубликовали переведённые Саттаровым с английского, французского, испанского и итальянского языков книги по авангардному искусству (ситуационизм: Ги Дебор, Рауль Ванейгем; сюрреализм: Антонен Арто), альтернативному образованию (Франсеск Феррер) и философии (Агамбен). Составитель русского архива французского мыслителя Жака Каматта, своего друга и учителя.
Художественную литературу начал писать в 2010 году. Сам Саттаров считает, что работает в жанре докуфикшн, но критика отмечает в его прозе присутствие элементов «автофикшн» и редкой традиции «романа идей». Дебютный роман «Теряя наши улицы», изданный под литературным псевдонимом Альберт Спьяццатов, был распродан в Алма-Ате, Москве, Санкт-Петербурге, Киеве, Казани, Астане и заслужил положительные отклики критиков и читателей. В романе был описан мир подростковых банд Алма-Аты конца восьмидесятых. Впоследствии в Казахстане, а затем и в России на эту же тему было снято несколько фильмов («Районы», «Черный двор», «Слово пацана» и т.д.). С филологической точки зрения роман написан на «урбанистическом автометаязыке», местами приближаясь «к античному жанру панегирика в его истоке». Город здесь рассматривается как «когнитивная метафора», согласно теории Дж.Лакоффа и М.Джонсона. В этой книге «улицы и город обладают не только поэтической образностью, но и риторической силой, апеллирующей к опыту пространственного бытия-в-городе читателей». Эта книга через 15 лет была переиздана российским издательством "Альпина-Проза". Второй роман, «Транзит Сайгон-Алматы», вышел в финал литературной премии «Национальный бестселлер-2016», заняв второе призовое место. Роман стал, возможно, первым образцом пост-иронии в русскоязычной литературе, чем вызвал нешуточные споры среди критиков. По словам Артемия Троицкого, Саттаров стал первым гражданином Казахстана, представленным в российской премии Нацбест. Ответственный секретарь премии, писатель Вадим Левенталь назвал Саттарова открытием года, сравнив его стиль с прозой Доктороу. В 2018 году книга в новой редакции была переиздана в России под названием «Чао, Вьетнам!» издательством «Флюид ФриФлай» в рамках серии «Книжная полка Вадима Левенталя».
В конце 2020 года вышла последняя часть трилогии Саттарова, «Нить времен» — «роман о путешествии левой идеи в двадцатом веке» от Антонио Грамши и Амадео Бордиги через ситуационистов до личных встреч автора с Жилем Дове и Жаком Каматтом. Роман завершается пророчеством о «потенциальной смерти капитала». В книге, в отличие от традиционного романа идей «где разные персонажи представляли бы разные точки зрения на какую-то проблему и сталкивались бы друг с другом, пытаясь ее решить», в качестве главного героя автор вывел определенную «ситуацию, раз за разом повторяющуюся на протяжении целого века», а персонажи представлены «в виде целостных эпизодов самой истории». С другой стороны, согласно профессору Виталию Гаврикову, идея в романе одна - левая, в то время как главных героев - три. Это Философия, Социология и Геополитика .
Помимо русского, Саттаров пишет на английском, его спекулятивный рассказ Mountain Maid был включен в антологию Best Asian Speculative Fiction, изданную в 2018 году в Сингапуре, а в декабре 2020 был переиздан независимым издательством Fox Spirit Books в Великобритании в составе хоррор-сборника Eurasian Monsters, вышедшего под редакцией Маргрет Хельгадоттир. В августе 2022 года Саттаров сообщил в интервью казахскому каналу «Абай ТВ», что в январе того же года подписал в Москве контракт на публикацию своего четвёртого романа под названием «Пешки», посвященного глобальному нефтегазовому рынку, но его издание было приостановлено в связи с кризисом, вызванным войной на Украине.

## Романы
- 2010 — «Теряя наши улицы» (Алма-Ата)
- 2015 — «Транзит Сайгон-Алматы» (Алма-Ата)
- 2018 — «Чао, Вьетнам» (Москва, российское переиздание «Транзит Сайгон-Алматы»)
- 2020 — «Нить времён» (Москва)
- 2025 — «Теряя наши улицы» (Москва, российское переиздание)